# Eereteeken voor Meester-Kanonnier der Koninklijke Marine
Het Eereteeken voor Meester-Kanonnier der Koninklijke Marine werd door Koningin Wilhelmina der Nederlanden in een Koninklijk Besluit van 19 maart 1909 ingesteld. Het ereteken werd tot 1940 eenmaal per jaar uitgereikt aan de winnaar van de jaarlijks gehouden schietwedstrijd van de Koninklijke Marine. De beste kanonier ontving een zilveren ster en bij een tweede overwinning een verguld zilveren ster.

De onderscheiding is nooit opgeheven maar werd na de bevrijding niet meer toegekend.
Het ereteken heeft de vorm van een achtpuntige ster met stralen. In het midden van de ster is een blauw geëmailleerd medaillon aangebracht. Op dit ronde medaillon is een zilveren onttakeld anker met twee zilveren kanonnen afgebeeld. Het medaillon is omgeven door een goudgerande oranje ring waarop in gouden letters de tekst "MEESTER-KANONNIER" is geplaatst.
De keerzijde van de ster is vlak.
Het lint waaraan de onderscheiding werd gedragen heeft de kleur van de Nederlandse vlag. Op het baton droeg men een speld in de vorm van een zilveren klaar anker.